# Danmark i olympiska sommarspelen 2000
Danmark deltog i de olympiska sommarspelen 2000 med en trupp bestående av 97 deltagare, 53 män och 44 kvinnor, och de tog totalt sex medaljer.

## Medaljer

### Guld
- Handbollslandslaget damer (Karen Brødsgaard, Katrine Fruelund, Maja Grønbæk, Lotte Kiærskou, Karin Mortensen, Anja Nielsen, Rikke Schmidt, Christina Roslyng, Mette Vestergaard Larsen, Anette Hoffman, Camilla Andersen, Janne Kolling, Lene Rantala, Tina Bøttzau och Tonje Kjærgaard)
- Henrik Blakskjær, Thomas Jacobsen, och Jesper Bank - Segling, soling

### Silver
- Wilson Kipketer - Friidrott, 800 m
- Camilla Martin - Badminton, singel
- Torben Grimmel - Skytte, 50 m gevär liggande

### Brons
- Thomas Ebert, Søren Madsen, Eskild Ebbesen och Victor Feddersen - Rodd, åtta med styrman lättvikt

## Badminton
Herrsingel
- Kenneth Jonassen
  - 32-delsfinal — Defeated Shon Seung-mo från Sydkorea
  - Sextondelsfinal — Defeated Ruud Kuijten från Belgien
  - Åttondelsfinal — Lost to Wong Choong Hann från Malaysia

- Peter Gade
  - 32-delsfinal — Bye
  - Sextondelsfinal — Defeated Denis Constantin från Mauritius
  - Åttondelsfinal — Defeated Fung Permadi från Kina-Taipei
  - Kvartsfinal — Defeated Marlev Mario Mainaky från Indonesien
  - Semifinal — Lost to Ji Xinpeng från Kina
  - Bronsmatch — Lost to Xia Xuanze från Kina

- Poul-Erik Hoyer
  - 32-delsfinal — Bye
  - Sextondelsfinal — Förlorade mot Sun Jun från Kina

Herrdubbel
- Martin Lundgaard Hansen och Lars Paaske
  - Sextondelsfinal — Besegrade Mihail Popov, Svetoslav Stoyanov från Bulgarien
  - Åttondelsfinal — Förlorade mot Ricky Ahmad Subagja, Rexy Ronald Mainaky från Indonesien

- Jim Laugesen och Michael Sogaard
  - Sextondelsfinal — Bye
  - Åttondelsfinal — Förlorade mot Tony Gunawan, Candra Wijaya från Indonesien

- Jesper Larsen och Jens Eriksen
  - Sextondelsfinal — Bye
  - Åttondelsfinal — Besegrade Brent Olynyk, Bryan Moody från Kanada
  - Kvartsfinal — Förlorade mot Lee Dong-soo, Yoo Yong-sung från Sydkorea

Damsingel
- Mette Sorensen
  - 32-delsfinal — Besegrade Sujitra Eakmongkolpaisarn från Thailand
  - Sextondelsfinal — Besegrade Takako Ida från Japan
  - Åttondelsfinal — Förlorade mot Ye Zhaoying från Kina

- Camilla Martin
  - 32-delsfinal — Bye
  - Sextondelsfinal — Besegrade Ellen Angelinawaty från Indonesien
  - Åttondelsfinal — Besegrade Kelly Morgan från Storbritannien
  - Kvartsfinal — Besegrade Mia Audina Tjiptawan från Nederländerna
  - Semifinal — Besegrade Dai Yun från Kina
  - Final — Förlorade mot Gong Zhichao från Kina — → Silver

Damdubbel
- Ann-Lou Jorgensen och Mette Schjoldager
  - Sextondelsfinal — Besegrade Elena Nozdran, Viktoriya Yevtushenko från Ukraina
  - Åttondelsfinal — Förlorade mot Eti Lesmina Tantra, Chynthia Tuwankotta från Indonesien

- Ann Jorgensen och Majken Vange
  - Sextondelsfinal — Förlorade mot Nicole Grether, Karen Stechmann från Tyskland

- Rikke Olsen och Helene Kirkegaard
  - Sextondelsfinal — Besegrade Wanting Ling, Wai Chee Louisa Koon från Hongkong
  - Åttondelsfinal — Besegrade Marina Yakusheva, Irina Rousliakova från Ryssland
  - Kvartsfinal — Förlorade mot Ra Kyung-min, Jae Hee Chung från Sydkorea

Mixeddubbel
- Jon Holst-Christensen och Ann Jorgdenson
  - Sextondelsfinal — Besegrade Lee Dong-soo, Lee Hyo-jung från Sydkorea
  - Åttondelsfinal — Förlorade mot Simon Archer, Joanne Goode från Storbritannien

- Michael Sogaard och Rikke Olsen
  - Sextondelsfinal — Bye
  - Åttondelsfinal — Besegrade Mike Beres, Kara Solmundson från Kanada
  - Kvartsfinal — Besegrade Bambang Suprianto, Zelin Resiana från Indonesien
  - Semifinal — Förlorade mot Zhang Jun, Gao Ling från Kina
  - Bronsmatch — Förlorade mot Simon Archer, Joanne Goode från Storbritannien

- Jens Eriksen och Mette Schjoldager
  - Sextondelsfinal — Bye
  - Åttondelsfinal — Besegrade Michael Keck, Nicol Pitro från Tyskland
  - Kvartsfinal — Förlorade mot Tri Kusharyanto, Minarti Timur från Indonesien

## Bågskytte
| Damernas individuella |                    |                       |         |
|                       | Katja Brix Poulson |                       |         |
| 32-delsfinal          | Förlorade mot      | Pi-Yu Liu Kina-Taipei | 161-152 |

## Cykling

### Mountainbike
Herrarnas terränglopp
- Michael Rasmussen
  - Final — 2:18:15.57 (→ 22:e plats)

- Jesper Agergaard
  - Final — varvad

### Landsväg
Herrarnas tempolopp
- Michael Sandstød
  - Final — DNF

Herrarnas linjelopp
- Frank Høj
  - Final — 5:30:34 (→ 6:e plats)

- Nicki Sørensen
  - Final — 5:30:46 (→ 40:e plats)

- Rolf Sørensen
  - Final — 5:30:46 (→ 59:e plats)

- Lars Michaelsen
  - Final — DNF

- Michael Sandstød
  - Final — DNF

### Bana
Herrarnas poänglopp
- Jimmi Madsen
  - Poäng — 0
  - Varv efter — 2 (→ 23:e plats)

Herrarnas Madison
- Jakob Storm Piil, Jimmi Madsen
  - Final — 5 (→ 12:e plats)

## Friidrott
Herrarnas 800 meter
- Wilson Kipketer
  - Omgång 1 — 01:45.57
  - Semifinal — 01:44.22
  - Final — 01:45.14 (→  Silver)

Herrarnas kulstötning
- Joachim Olsen
  - Kval — 19.41 (→ gick inte vidare)

Herrarnas släggkastning
- Jan Bielecki
  - Kval — 70.46 (→ gick inte vidare)

Damernas stavhopp
- Marie Rasmussen
  - Kval — 4.30
  - Final — 4.35 (→ 8:e plats)

## Handboll
Damer
Gruppspel
| Lag        | Pld | W | D | L | GF  | GA  | GD  | Poäng |
| ---------- | --- | - | - | - | --- | --- | --- | ----- |
| Norge      | 4   | 4 | 0 | 0 | 101 | 72  | +29 | 8     |
| Danmark    | 4   | 3 | 0 | 1 | 124 | 83  | +41 | 6     |
| Österrike  | 4   | 2 | 0 | 2 | 131 | 90  | +41 | 4     |
| Brasilien  | 4   | 1 | 0 | 3 | 100 | 133 | -33 | 2     |
| Australien | 4   | 0 | 0 | 4 | 59  | 137 | -78 | 0     |

Slutspel
|  | Kvartsfinaler | Kvartsfinaler |          |       | Semifinaler | Semifinaler |  |  | Final | Final |
|  |               |               |          |       |             |             |  |  |       |       |
|  |               |               |          |       |             |             |  |  |       |       |
|  |               |               |          |       |             |             |  |  |       |       |
|  | Sydkorea      | 35            |          |       |             |             |  |  |       |       |
|  | Sydkorea      | 35            |          |       |             |             |  |  |       |       |
|  | Brasilien     | 24            |          |       |             |             |  |  |       |       |
|  | Brasilien     | 24            | Sydkorea | 29    |             |             |  |  |       |       |
|  |               |               | Sydkorea | 29    |             |             |  |  |       |       |
|  |               | Danmark       | 31       |       |             |             |  |  |       |       |
|  | Frankrike     | Danmark       | 31       | 26    |             |             |  |  |       |       |
|  | Frankrike     |               |          | 26    |             |             |  |  |       |       |
|  | Danmark       | 28            |          |       |             |             |  |  |       |       |
|  | Danmark       | 28            | Danmark  | 31    |             |             |  |  |       |       |
|  |               |               | Danmark  | 31    |             |             |  |  |       |       |
|  |               | Ungern        | 27       |       |             |             |  |  |       |       |
|  | Österrike     | Ungern        | 27       | 27    |             |             |  |  |       |       |
|  | Österrike     |               |          | 27    |             |             |  |  |       |       |
|  | Ungern        | 28            |          |       |             |             |  |  |       |       |
|  | Ungern        | 28            | Ungern   | 28    | Bronsmatch  | Bronsmatch  |  |  |       |       |
|  |               |               | Ungern   | 28    | Bronsmatch  | Bronsmatch  |  |  |       |       |
|  |               | Norge         | 23       |       |             |             |  |  |       |       |
|  | Norge         | Norge         | 23       | 28    | Sydkorea    | 21          |  |  |       |       |
|  | Norge         |               |          | 28    | Sydkorea    | 21          |  |  |       |       |
|  | Rumänien      | 16            |          | Norge | 22          |             |  |  |       |       |
|  | Rumänien      | 16            |          |       | 22          |             |  |  |       |       |
|  |               |               |          |       |             |             |  |  |       |       |
|  |               |               |          |       |             |             |  |  |       |       |

## Kanotsport
Sprint
Herrarnas K-1 1000 m
- Torsten Tranum
  - Kvalheat — 03:35,841
  - Semifinal — 03:38,865
  - Final — 03:37,811 (→ 6:e plats)

Herrarnas K-2 500 m
- Paw Madsen, Jesper Staal
  - Kvalheat — 01:32,613
  - Semifinal — 01:32,867 (→ gick inte vidare)

Herrarnas K-2 1000 m
- Paw Madsen, Jesper Staal
  - Kvalheat — 03:16,989
  - Semifinal — 03:18,206 (→ gick inte vidare)

## Segling
Finnjolle
- Lasse Hjortnæs
  - Lopp 1 —  21
  - Lopp 2 —  21
  - Lopp 3 —  (23)
  - Lopp 4 —  12
  - Lopp 5 —  13
  - Lopp 6 —  6
  - Lopp 7 —  (26) DNF
  - Lopp 8 —  17
  - Lopp 9 —  21
  - Lopp 10 —  13
  - Lopp 11 —  14
  - Final —  138  (→ 20:e plats)

Laser
- Peter Rønholt
  - Lopp 1 —  17
  - Lopp 2 —  (32)
  - Lopp 3 —  12
  - Lopp 4 —  4
  - Lopp 5 —  10
  - Lopp 6 —  (24)
  - Lopp 7 —  6
  - Lopp 8 —  9
  - Lopp 9 —  17
  - Lopp 10 —  11
  - Lopp 11 —  1
  - Final —  103  (→ 13:e plats)

Tornado
- Stig Raagaard Hansen och Helene Raagaard Hansen
  - Lopp 1 —  14
  - Lopp 2 —  15
  - Lopp 3 —  (16)
  - Lopp 4 —  6
  - Lopp 5 —  11
  - Lopp 6 —  9
  - Lopp 7 —  10
  - Lopp 8 —  12
  - Lopp 9 —  7
  - Lopp 10 —  12
  - Lopp 11 —  (17) OCS
  - Final —  96  (→ 14:e plats)

Soling
- Jesper Bank, Henrik Blakskjær och Thomas Jacobsen
  - Utslagningsomgång, grupp  2 (4-1) — 4 poäng
  - Kvartsfinal —  (4-1) — 4 poäng
  - Semifinal —  Besegrade Norge
  - Final  —  Besegrade Tyskland (→ Guld)

Europajolle
- Kristine Roug
  - Lopp 1 —  5
  - Lopp 2 —  21
  - Lopp 3 —  2
  - Lopp 4 —  1
  - Lopp 5 —  10
  - Lopp 6 —  6
  - Lopp 7 —  4
  - Lopp 8 —  (28) OCS
  - Lopp 9 —  16
  - Lopp 10 —  19
  - Lopp 11 —  (28) OCS
  - Final —  84  (→ 10:e plats)

470
- Susanne Ward och Michaela Ward
  - Lopp 1 —  3
  - Lopp 2 —  10
  - Lopp 3 —  11
  - Lopp 4 —  11
  - Lopp 5 —  (18)
  - Lopp 6 —  (17)
  - Lopp 7 —  4
  - Lopp 8 —  7
  - Lopp 9 —  15
  - Lopp 10 —  8
  - Lopp 11 —  2
  - Final —  71  (→ 10:e plats)

49er
- Michael Hestbæk och Jonatan Aage Persson
  - Lopp 1 —  8
  - Lopp 2 —  2
  - Lopp 3 —  7
  - Lopp 4 —  13
  - Lopp 5 —  (17)
  - Lopp 6 —  8
  - Lopp 7 —  9
  - Lopp 8 —  8
  - Lopp 9 —  16
  - Lopp 10 —  12
  - Lopp 11 —  2
  - Lopp 12 —  5
  - Lopp 13 —  (18) OCS
  - Lopp 14 —  2
  - Lopp 15 —  7
  - Lopp 16 —  9
  - Final —  108  (→ 9:e plats)

## Triathlon
Damernas triathlon
- Marie Overbye — 2:07:17,51 (→ 28:e plats)

Herrarnas triathlon
- Jan Knobelauch Hansen — 1:55:42,06 (→ 44:e plats)